# قسطنطين السابع
قسطنطين السابع بورفروجنيتوس أو «البنفسجي المولد» (باليونانية: Κωνσταντῖνος Ζ΄ Πορφυρογέννητος) (ولد 2 سبتمبر 905 - 9 نوفمبر 959م) كان الإمبراطور الرابع من السلالة المقدونية من الإمبراطورية البيزنطية وحكم بين 913-959. كان نجل الإمبراطور ليو السادس من زوجته الرابعة زوي كربوسينا وابن شقيق سلفه الإمبراطور ألكسندر، وقد ورث عن أبيه ذوقه الأدبي، ولكنه لم يرث عنه كفايته الإدارية فقد عهد بتصريف شؤون الحكم إلى زوجته هيلينا ووزرائه ويرجع السبب إلى تفوق النزعة الأدبية على النزعة السياسية فقد اشتهر بميوله للعلم والمعرفة والدراسات التاريخية وأسهم في التقدم الفكري البيزنطي بما أصدره من مؤلفات عديدة، وما أقدم عليه من تشجيع للأخرين على التأليف وقد أنفق أمولاً طائلة في سبيل تصنيف كتب تتضمن نصوص مختارة من مؤلفات القدماء ومن مؤلفاته كتاب الثغور الذي ألفه عام 934م وسجل فيه الولايات البيزنطية وحدودها وسكانها. وأستمد معظم مادته من المؤلفات الجغرافية التي ترجع إلى القرنين الميلاديين الخامس والسادس. وقد ألف كتابه إدارة الإمبراطورية عام 953م الذي أهداه لابنه وولي عهده رومانوس الثاني، واستهل فيه بفصل الأقوام التي تجاور الإمبراطورية البيزنطية من جهة الشمال وما قام به هؤلاء القوم لا سيما البجناك والروس من دور كبير في الحياة السياسية والاقتصادية في القرن العاشر الميلادي واشتمل أيضاً على العديد من التوجيهات بشأن السياسة الخارجية لبيزنطة، وعلاقات الإمبراطورية بالأمم المجاورة لها. ومن مؤلفاته أيضا كتاب المراسم الإمبراطورية الذي ألفه عام 953م، وهو عبارة عن نصوص مختلفة يتناول الأباطرة الذين سبقوا قسطنطين والذين جاءوا بعده، وقد استند في تأليفه على محفوظات القصر الامبراطوري من سجلات رسمية في العصور المختلفة. وهو يتضمن مادة وافية عن قواد المعاملة في البلاط البيزنطي وآداب السلوك، وكل ما يتعلق بالحياة داخل القصر الإمبراطوري من حيث الإدارة المالية، التعميد، الزواج، تشييع جنائز الأباطرة واستقبال السفراء الأجانب واعداد الحملات الحربية والوظائف والألقاب.
ألف لابنه كتابين في فن الحكم: أحدهما في ولايات الدولة وثانيهما كتاب في الاحتفالات يصف فيه ما يطلب إلى الإمبراطور من المراسم وآداب اللياقة. وأشرف على جمع مؤلفات في الزراعة، والطب، والطب البيطري، وعلم الحيوان، ووضع «تاريخاً للعالم مستمداً من المؤرخين» بجمع مختارات من كتب المؤرخين والإخباريين، وازدهرت الآداب البيزنطية بفضل تشجيعه ومناصرته، ولكنه كان ازدهار على طريقتها المصقولة الهزيلة.

## روابط خارجية
- قسطنطين السابع على موقع الموسوعة البريطانية (الإنجليزية)